# Insígnia de nacionalidade das aeronaves militares

Insígnia da Força Aérea Francesa, a primeira em forma de cocar.

A insígnia de nacionalidade das aeronaves militares, geralmente conhecida como cocar, é utilizada pelas diferentes aviações militares como distintivo nacional dos respectivos países nas suas aeronaves.
Pode se dizer que os cocares se tornaram símbolos distintivos da diferentes Forças Aéreas, similar ao que ocorreu com as bandeiras navais (Marinhas de Guerra) e os Brasões de Armas (Forças Terrestres).
A maioria destas insígnias são de formato redondo e baseiam-se nos cocares ou laços nacionais dos respectivos países. No entanto há algumas exceções:
- 8 países usam formas geométricas distintas do círculo (6 usam triângulos: Botsuana, Estónia, Hungria, Macedónia do Norte, México e Mianmar; a Indonésia usa um pentágono; o Chile usa o seu Escudo Nacional)
- 9 países usam barras horizontais (China, Panamá, Filipinas, Senegal, Sri Lanka, Estados Unidos, Venezuela, Vietname e Coreia do Sul)
- 5 países usam Bandeiras Nacionais (Belize, Honduras, Iraque, Islândia e Laos)
- 5 países usam estrelas (Bielorrússia, Brasil, Nepal, Rússia  e Tajiquistão)
- 3 países usam cruzes (Alemanha, Portugal e Lituânia)
- 2 países usam quadrados (Comores e Polónia)

Insígnia do consórcio de desenvolvimento do Eurofighter agrupando os cocares dos quatro países participantes.
Insígnia em forma de suástica da Aviação Finlandesa, usada até à Segunda Guerra Mundial.
Insígnia em forma de barra da antiga Força Aérea do Vietname do Sul.
Insígnia em forma de triângulo da Aviação Neerlandesaa durante a Segunda Guerra Mundial.
Insígnia em forma de estrela da Força Aérea da Bulgária, usada durante o regime comunista.
Insígnia da Aviação Russa.

## História do seu uso militar

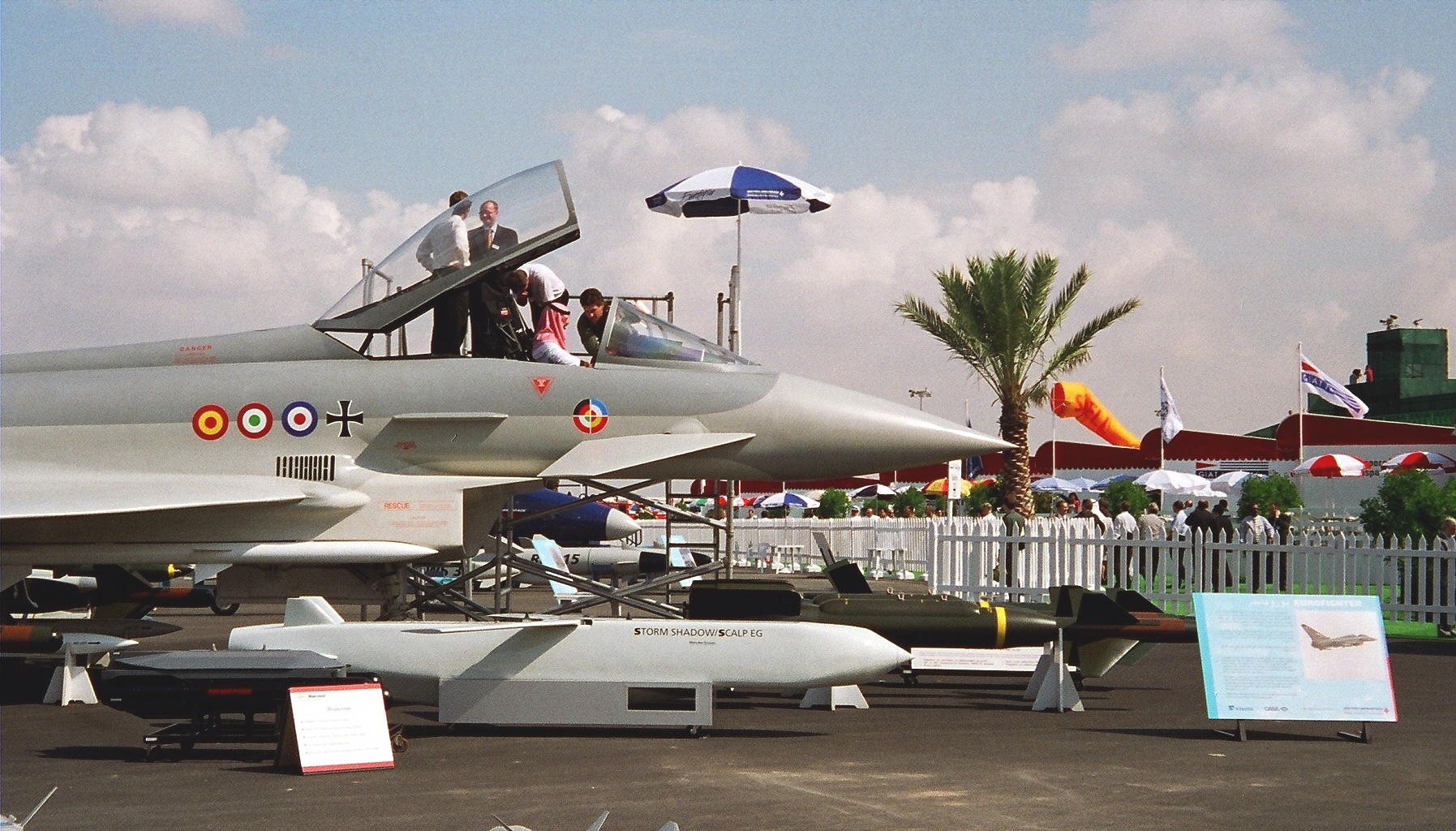
Insígnias de nacionalidade de Espanha, Itália, Reino Unido e Alemanha num protótipo do Eurofighter.

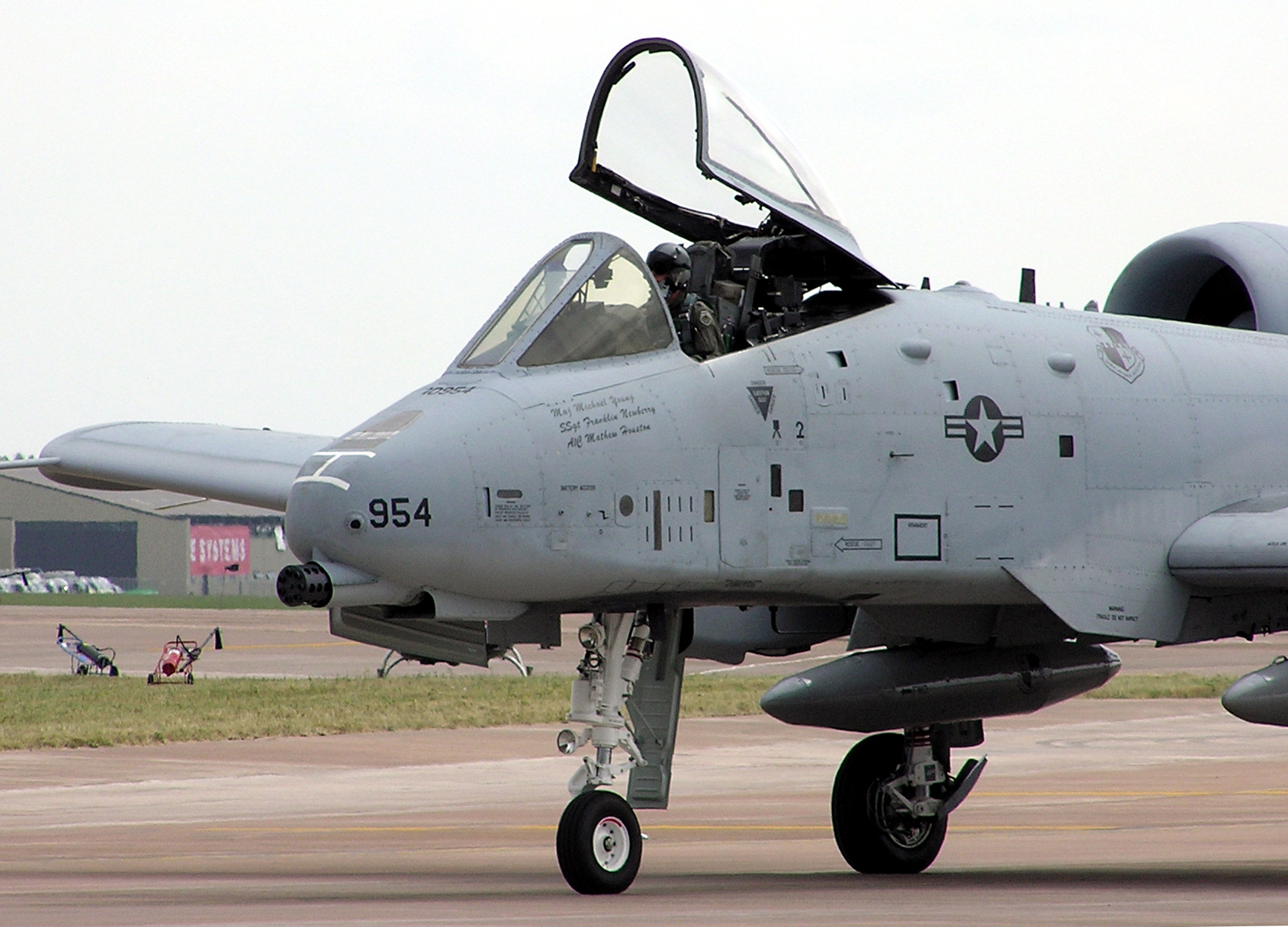
A-10 da Força Aérea dos Estados Unidos com pintura e insígnias de baixa visibilidade.

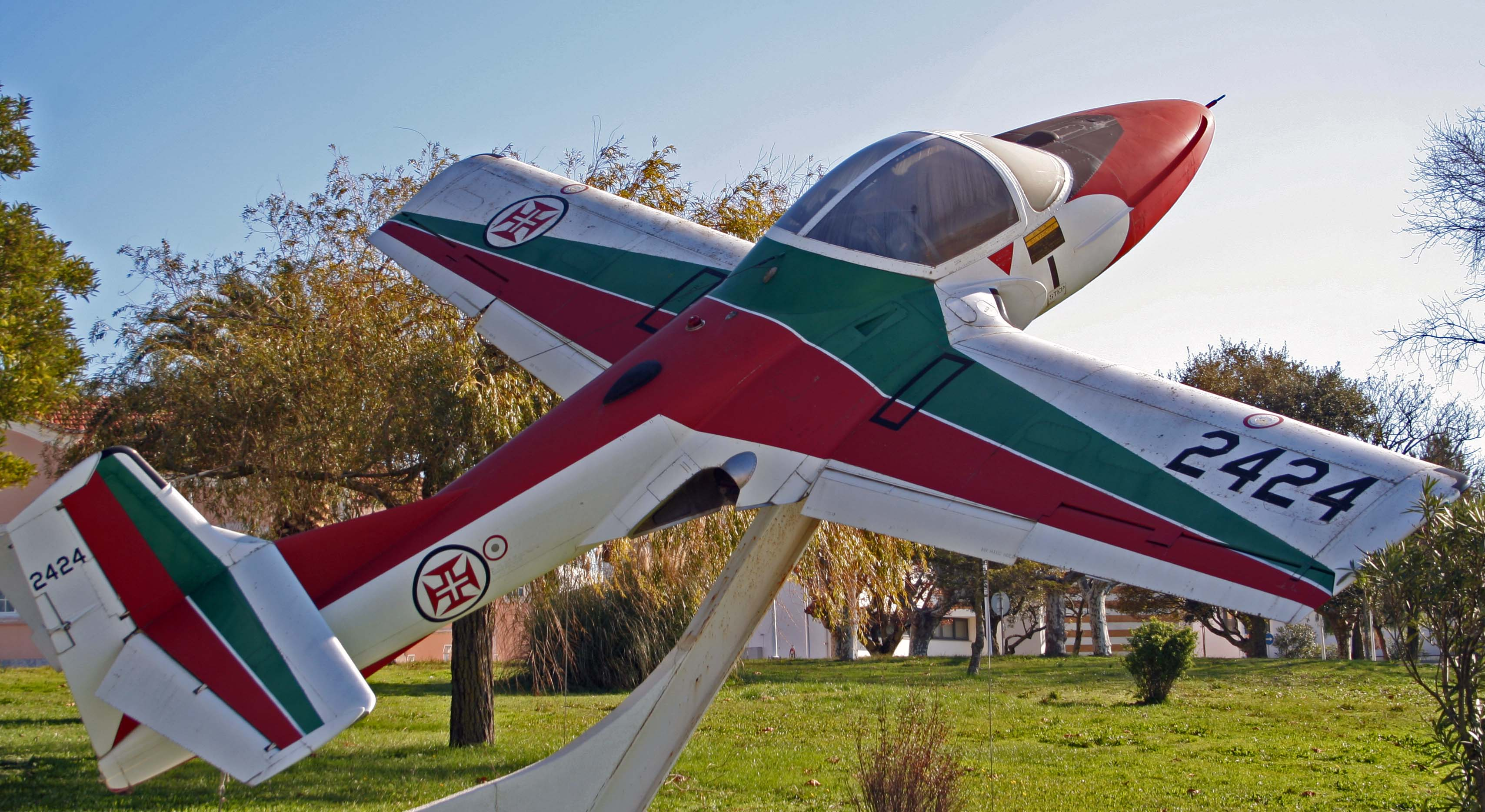
Antigo T-37 da Patrulha Acrobática Asas de Portugal com insígnias e pintura de alta visibilidade.

O primeiro uso de um cocar num avião militar foi feito durante a Primeira Guerra Mundial pelo Exército Francês. O desenho reproduzia um cocar ou laço nacional francês com as cores azul-branco-vermelho. Os restantes países aliados, na sua maioria, seguiram o exemplo francês e identificaram as suas aeronaves com cocares baseados nas respectivas cores nacionais.
Os britânicos, que até aí usavam como distintivo de nacionalidade bandeiras nacionais pintadas nas fuselagens, começaram a substituí-las por um cocar com as cores inversas das francesas, uma vez que as cruzes daquelas bandeiras se confundiam com as cruzes identificativas da aviação militar alemã. O desenho do cocar britânica foi também utilizados pelas forças aéreas do império britânico, que, mais tarde procederam à substituição do ponto central vermelho por emblemas específicos de cada país (Folha de bordo para o Canadá, Canguru para a Austrália e Quivi para a Nova Zelândia).
Atualmente, nas aeronaves susceptíveis de utilização em combate de diversas forças aéreas, as insígnias de nacionalidade coloridas foram substituídas por reproduções em cores de baixa visibilidade.

## Uso pelas aeronaves militares portuguesas
Em 1914, à semelhança do que vinha sendo feito pela maioria das aviações dos países aliados, o Exército Português começou a identificar as suas aeronaves com os cocares nacionais portuguesas de cores verde-vermelha. Os mesmos distintivos foram utilizados a partir de 1917, pelas aeronaves da Marinha Portuguesa. Nessa altura, os cocares eram pintadas normalmente apenas nas asas (parte superior dos extremos das asas superiores e parte inferior dos extremos das asas inferiores).
Os aviadores portugueses que combateram em esquadrilhas francesas e britânicas na frente ocidental da Primeira Guerra Mundial identificavam a sua nacionalidade de duas maneiras: ou pintando bandas diagonais verdes e vermelhas nas fuselagens dos seus aviões ou pintando as partes azuis e brancas dos cocares franceses, da cor verde, deixando a parte vermelha original e formando assim os cocares verde-vermelho de Portugal.
Em 1918 a Aeronáutica Militar começou a utilizar outra insígnia de nacionalidade, a Cruz de Cristo. A mesma insígnia foi também adotada pela Aviação Naval que, contudo, ainda utilizou cocares verde-vermelhos até ao princípio da década de 1920. Na Aeronáutica Militar a Cruz de Cristo era normalmente colocada sobre um círculo branco e passou, além das asas, a ser aplicada também na lateral das fuselagens. Já nos aviões da Marinha, a Cruz de Cristo continuou, na maioria dos casos, a ser aplicada apenas nas asas e sem o círculo branco. A partir da década de 1940 a Aviação Naval adotou o sistema de colocar as insígnias de nacionalidade apenas sobre a parte superior da asa direita e sob parte inferior da asa esquerda.
Com a unificação das aviações do Exército e da Marinha, na Força Aérea Portuguesa em 1952 foi também adotado um sistema único de identificação das aeronaves. No que diz respeito às Cruzes de Cristo, passaram ser aplicadas na fuselagem traseira e na parte superior da asa direita e na inferior da asa esquerda das aeronaves.
No início da década de 1970, fruto da experiência da Guerra do Ultramar que então decorria, com o objetivo de aumentar o grau de camuflagem das aeronaves empregues em operações de combate, além da mudança da sua pintura base, procedeu-se também à redução do tamanho das insígnias de nacionalidade. Algumas das aeronaves foram inclusivamente empregadas sem as Cruzes de Cristo.
A partir da reforma das pinturas das aeronaves da Força Aérea em 1980, as Cruzes de Cristo deixaram de ser aplicadas nas asas dos aparelhos camuflados. Na década de 1990, em alguns aviões, começaram a ser utilizadas Cruzes de Cristo de baixa visibilidade pintadas em cinzento.

Insígnia das aeronaves militares portuguesas antes de 1918
Insígnia das aeronaves militares portuguesas a partir de 1918
Insígnia de baixa visibilidade, usada em algumas aeronaves a partir de 1988

## Uso pelas aeronaves militares brasileiras
Inicialmente a nacionalidade das aeronaves das aviações do Exército e da Marinha do Brasil era identificada por um cocar azul-amarelo-verde.
Em 1934 a insígnia das aeronaves do Exército foi alterada para uma reprodução simplificada da estrela das armas nacionais (estrela gironada de verde e vermelho, subposta a um círculo azul, com uma coroa branca). As aeronaves da Marinha mantiveram o cocar tricolor.
Em 1941 dá-se a unificação das aviações do Exército e da Marinha, dando origem à Força Aérea Brasileira. As aeronaves da FAB passam a ostentar as estrelas usadas até então pela aviação do Exército.
Durante a Segunda Guerra Mundial para facilitar a sua identificação pelas forças aliadas, os Aviões da Força Aérea Brasileira a operar na Itália usam uma insígnia baseada na dos EUA, onde a estrela branca destes era substituída pela estrela brasileira.
Em 1957 a aviação da Marinha foi reativada, voltando a identificar as suas aeronaves com os cocares azul-amarelo-verde.

Insígnia da aviação da Marinha do Brasil (usada também pela Aviação Militar, integrante do Exército, até 1934)
Insígnia da aviação da Força Expedicionária Brasileira durante a Segunda Guerra Mundial
Insígnia da Força Aérea Brasileira (anteriormente usada pela Aviação Militar, integrante do Exército, entre 1934 e 1941)
Insígnia das aeronaves do Exército Brasileiro

## Insígnias de nacionalidade de aviões militares por país

Abecásia
Afeganistão
África do Sul
Albânia
Alemanha
Angola
Arábia Saudita
Argélia
Argentina
Arménia
Austrália
Áustria
Azerbaijão
Barém
Bangladesh
Bélgica
Belize
Benim
Bielorrússia
Bolívia
Botsuana
Aviação Naval Brasileira
Aviação do Exército Brasileiro
Brasil (Força Aérea)
Brunei
Bulgária
Burquina Fasso
Burundi
Camboja
Camarões
Canadá
Catar
Cazaquistão
Chade
Chéquia
Chile
República da China (Taiwan)
República Popular da China (China)
Colômbia
Comores
Congo
Coreia do Norte
Coreia do Sul
Costa do Marfim
Croácia
Cuba
Dinamarca
Djibuti
Egito
El Salvador
Emirados Árabes Unidos
Equador
Eritreia
Eslovénia
Espanha
Estados Unidos
Estónia
Etiópia
Filipinas
Finlândia
França (Exército e Força Aérea)
França (Marinha)
Gabão
Geórgia
Gana
Grécia
Guatemala
Guiné
Guiné-Bissau
Guiana
Honduras
Hungria
Iémen
Índia
Indonésia
Irão
Iraque
Irlanda
Islândia
Israel
Itália
Jamaica
Japão
Jordânia
Kuwait
Laos
Letónia
Líbano
Líbia
Lituânia
Luxemburgo
Macedónia do Norte
Madagascar
Malásia
Mali
Malta
Marrocos
Mauritânia
Maurícia
México
Mianmar
Moçambique
Moldávia
Mongólia
Montenegro
Nepal
Níger
Nigéria
Noruega
Nova Zelândia
Países Baixos
Paquistão
Panamá
Papua-Nova Guiné
Paraguai
Peru
Polónia
Portugal
Quénia
Quirguistão
Reino Unido
República Centro-Africana
República Democrática do Congo
República Dominicana
Roménia
Ruanda
Rússia
Senegal
Sérvia
Serra Leoa
Síria
Somália
Sri Lanca
Sudão
Suécia
Suíça
Suriname
Tanzânia
Tailândia
Tajiquistão
Togo
Transnístria
Trindade e Tobago
Tunísia
Turquia
Turcomenistão
Uganda
Ucrânia
Uruguai
Uzbequistão
- Venezuela
Vietname
Zâmbia
Zimbabué

## Insígnias de Força Aéreas de países extintos

Império Austro-Húngaro 1912-19
Checoslováquia 1945-93
República Democrática Alemã 1956-90
Império Russo 1915-17
Manchukuo (Manchúria) 1938-45
Iémen do Norte ?-1990
Reino da Líbia 1959-69
Reino do Egito 1945-52
Sérvia e Montenegro / Jugoslávia 2003-06
União Soviética
Vietname do Sul 1954-75
Reino do Laos 1954-75
Iémen do Sul 1967-90
República Árabe Unida (Egito e Síria)
Jugoslávia Socialista 1945-91
Alto Volta
Zaire
Líbia 1977-2011
Iraque 1930-2003